# Escut de Taradell
L'escut oficial de Taradell té el següent blasonament:
Escut caironat quarterat: als 1r i 4t, de gules, una creu floronada buidada d'argent; i als 2n i 3r, d'argent, tres faixes d'atzur. Per timbre, una corona de baró.

## Història
L'Institut d'Estudis Catalans va emetre un informe favorable el 19 d'octubre del 2012 sobre la proposta que el Ple de l'Ajuntament havia aprovat prèviament el 19 d'abril del 2012. La Generalitat va aprovar l'escut el 23 de novembre i fou publicat al DOGC núm. 6270 el 10 de desembre del mateix any.
Taradell ha usat com a senyal representatiu, des del segle xiv fins al segle xix, les armories dels Vilademany, senyors i barons de la localitat, senyal que fou reprès als anys 60 del segle xx. L'escut aprovat el 2012 n'és l'adequació a les normes heràldiques actuals de la Generalitat de Catalunya, amb la corresponent forma caironada i la corona de baró.